# وللو، همپشر
وللو (به انگلیسی: Wellow) یک روستا و محله مدنی در بریتانیا است که در Test Valley واقع شده‌است. وللو ۳٬۳۰۸ نفر جمعیت دارد.